# Slavnica
Slavnica je naseljeno mjesto u okrugu Ilava u  Trenčínskom kraju u Slovačkoj.

## Stanovništvo
| Godina:     | 1993. | 2003.   | 2013.   | 2023.   |
| ----------- | ----- | ------- | ------- | ------- |
| Broj ljudi: | 789   | 824     | 840     | 856     |
| Razlika:    |       | +4,43 % | +1,94 % | +1,90 % |

| Godina:     | 2022. | 2023.   |
| ----------- | ----- | ------- |
| Broj ljudi: | 854   | 856     |
| Razlika:    |       | +0,23 % |

Prema podacima o broju stanovnika iz 2023. godine, naselje je imalo 856 stanovnika.

## Vanjske poveznice
|  | Zajednički poslužitelj ima još gradiva o temi Slavnica |

- Službena stranica naselja (sl.)